# Bośnia i Hercegowina na Zimowych Igrzyskach Olimpijskich 1998
Bośnię i Hercegowinę na Zimowych Igrzyskach Olimpijskich 1998 reprezentowało 8 zawodników. Był to drugi start Bośni i Hercegowiny na zimowych igrzyskach olimpijskich.

## Dyscypliny

### Bobsleje

#### Mężczyźni
| Zawodnicy                                                      | Konkurencja | Czas ślizgu | Czas ślizgu | Czas ślizgu | Czas ślizgu | Suma    | Pozycja | Źródło |
| Zawodnicy                                                      | Konkurencja | 1           | 2           | 3           | 4           | Suma    | Pozycja | Źródło |
| -------------------------------------------------------------- | ----------- | ----------- | ----------- | ----------- | ----------- | ------- | ------- | ------ |
| Zoran Sokolović Ognjen Sokolović                               | Dwójki      | 57.36       | 56.62       | 56.32       | 56.31       | 3:46.61 | 31.     | [ 1 ]  |
| Zoran Sokolović Nihad Mameledzija Edin Krupalija Mario Franjić | Czwórki     | 55.26       | —           | 55.11       | 55.30       | 2:45.67 | 25.     | [ 3 ]  |

### Narciarstwo alpejskie

#### Kobiety
| Zawodnik      | Konkurencja   | 1. przejazd | 1. przejazd | 2. przejazd | 2. przejazd | Suma czasów      | Pozycja          | Źródło |
| Zawodnik      | Konkurencja   | Czas        | Pozycja     | Czas        | Pozycja     | Suma czasów      | Pozycja          | Źródło |
| ------------- | ------------- | ----------- | ----------- | ----------- | ----------- | ---------------- | ---------------- | ------ |
| Arijana Boras | Supergigant   | 1:24.48     | 39.         | —           | —           | 1:24.48          | 39.              | [ 4 ]  |
| Arijana Boras | Slalom gigant | DNF         | DNF         | NQ          | NQ          | Nieklasyfikowany | Nieklasyfikowany | [ 5 ]  |

#### Mężczyźni
| Zawodnik          | Konkurencja   | 1. przejazd | 1. przejazd | 2. przejazd | 2. przejazd | Suma czasów      | Pozycja          | Źródło |
| Zawodnik          | Konkurencja   | Czas        | Pozycja     | Czas        | Pozycja     | Suma czasów      | Pozycja          | Źródło |
| ----------------- | ------------- | ----------- | ----------- | ----------- | ----------- | ---------------- | ---------------- | ------ |
| Enis Bećirbegović | Zjazd         | 1:53.47     | 21.         | —           | —           | 1:53.47          | 21.              | [ 6 ]  |
| Enis Bećirbegović | Supergigant   | 1:37.58     | 22.         | —           | —           | 1:37.58          | 22.              | [ 7 ]  |
| Enis Bećirbegović | Slalom gigant | 1:26.15     | 37.         | DNF         | DNF         | Nieklasyfikowany | Nieklasyfikowany | [ 8 ]  |

### Saneczkarstwo

#### Mężczyźni
| Zawodnicy        | Konkurencja | Czas ślizgu | Czas ślizgu | Czas ślizgu | Czas ślizgu | Suma     | Pozycja | Źródło |
| Zawodnicy        | Konkurencja | 1           | 2           | 3           | 4           | Suma     | Pozycja | Źródło |
| ---------------- | ----------- | ----------- | ----------- | ----------- | ----------- | -------- | ------- | ------ |
| Ismar Biogradlić | Jedynki     | 51.252      | 51.170      | 51.384      | 51.363      | 3:25.169 | 23.     | [ 9 ]  |